# ملف مؤقت
الملفات المؤقتة (.tmp) (.temp) هي عبارة ملفات تتواجد مؤقتًا، يُشار إليها أيضًا باسم «ملفات TMP»، يتم حذفها تلقائيًا من جهاز الكمبيوتر. يتم تخزينها مؤقتًا فهي تحتاج إلى ذاكرة قليلة، ولكن عندما يتم تخزين الكثير منها تلقائيًا وتركها، فإنها يمكن أن تملأ مساحة القرص على جهاز الكمبيوتر ويُمكن حذفها يدويًا ولكنها تُحذف تلقائيًّا.

## الوجود
يختلف تواجد الملفات المؤقتة حسب البرامج ونُظُم التشغيل. قد لا تتواجد في العديد من برامج أنظمة التشغيل وبدلاً من ذلك تخزن الملفات المؤقتة في مجلدات خاصة بمجلدات برامج الحاسوب العامَّة.

### مايكروسوفت ويندوز
في مايكروسوفت ويندوز، تتواجد هناك دائمًا أشكال من الملفات المؤقتة. وقد استخدمت أنظمة مايكروسوفت ويندوز سابقًا الدليل «C:\Windows\Temp» لتخزينها ولكن حاليَّا تستخدم مُجلد AppData لغرض حفظ تلك الملفات. وفي المُجلد الذي يحمل اسم AppData سيظهر مُجلد يحمل تسمية «tmp» وفي داخله توجد جميع الملفات المؤقتة المَوجودة وتكون مُنتشرة لاسيما في الويندوز 10 ولكن نظرًا لوجود العديد من الأنواع المختلفة من الملفات المؤقتة قد تختلف إمكانية الحاسوب في تخزينها.